# G. Karagiannopoulos
G. Karagiannopoulos (in greco Γ. Καραγιαννοπούλος?; fl. XIX secolo) è stato un tiratore a segno greco.

## Carriera
Partecipò al tiro a segno delle prime Olimpiadi moderne che si svolsero ad Atene. Gareggiò nella carabina militare, senza ottenere alcun risultato di rilievo.